# Kvalifikace na Mistrovství Evropy ve fotbale 2008 – skupina D
Zápasy této kvalifikační skupiny na Mistrovství Evropy ve fotbale 2008 se konaly v letech 2006 a 2007. Ze sedmi účastníků si postup na závěrečný turnaj zajistily první dva týmy.

## Tabulka
| Poř. | Země       | Z  | V | R | P  | VG | OG | B  |
| ---- | ---------- | -- | - | - | -- | -- | -- | -- |
| 1.   | Česko      | 12 | 9 | 2 | 1  | 27 | 5  | 29 |
| 2.   | Německo    | 12 | 8 | 3 | 1  | 35 | 7  | 27 |
| 3.   | Irsko      | 12 | 4 | 5 | 3  | 17 | 14 | 17 |
| 4.   | Slovensko  | 12 | 5 | 1 | 6  | 33 | 23 | 16 |
| 5.   | Wales      | 12 | 4 | 3 | 5  | 18 | 19 | 15 |
| 6.   | Kypr       | 12 | 4 | 2 | 6  | 17 | 24 | 14 |
| 7.   | San Marino | 12 | 0 | 0 | 12 | 2  | 57 | 0  |

## Křížová tabulka
| Země       | Česko | Irsko | Kypr | Německo | San Marino | Slovensko | Wales |
| ---------- | ----- | ----- | ---- | ------- | ---------- | --------- | ----- |
| Česko      | –     | 1:0   | 1:0  | 1:2     | 7:0        | 3:1       | 2:1   |
| Irsko      | 1:1   | –     | 1:1  | 0:0     | 5:0        | 1:0       | 1:0   |
| Kypr       | 0:2   | 5:2   | –    | 1:1     | 3:0        | 1:3       | 3:1   |
| Německo    | 0:3   | 1:0   | 4:0  | –       | 6:0        | 2:1       | 0:0   |
| San Marino | 0:3   | 1:2   | 0:1  | 0:13    | –          | 0:5       | 1:2   |
| Slovensko  | 0:3   | 2:2   | 6:1  | 1:4     | 7:0        | –         | 2:5   |
| Wales      | 0:0   | 2:2   | 3:1  | 0:2     | 3:0        | 1:5       | –     |

## Zápasy
| 2. září 2006 20:15 UTC+2 |        |                   |                                                                          |
| Česko                    | 2 – 1  | Wales             | Na Stínadlech, Teplice diváci: 16 204 rozhodčí: Jonas Eriksson (Švédsko) |
| Lafata 76', 89'          | Report | Jiránek 85' (vl.) | Na Stínadlech, Teplice diváci: 16 204 rozhodčí: Jonas Eriksson (Švédsko) |

| 2. září 2006 20:15 UTC+2                           |        |              |                                                                          |
| Slovensko                                          | 6 – 1  | Kypr         | Tehelné pole, Bratislava diváci: 4 783 rozhodčí: Oleh Orekhov (Ukrajina) |
| Škrtel 9' Mintál 33', 55' Šebo 43', 48' Karhan 52' | Report | Yiasoumi 90' | Tehelné pole, Bratislava diváci: 4 783 rozhodčí: Oleh Orekhov (Ukrajina) |

| 2. září 2006 20:45 UTC+2 |        |       |                                                                                                |
| Německo                  | 1 – 0  | Irsko | Gottlieb-Daimler-Stadion, Stuttgart diváci: 53 198 rozhodčí: Luis Medina Cantalejo (Španělsko) |
| Podolski 57'             | Report |       | Gottlieb-Daimler-Stadion, Stuttgart diváci: 53 198 rozhodčí: Luis Medina Cantalejo (Španělsko) |

| 6. září 2006 20:15 UTC+2 |        |                            |                                                                          |
| Slovensko                | 0 – 3  | Česko                      | Tehelné pole, Bratislava diváci: 27 683 rozhodčí: Steve Bennett (Anglie) |
|                          | Report | Sionko 10', 21' Koller 57' | Tehelné pole, Bratislava diváci: 27 683 rozhodčí: Steve Bennett (Anglie) |

| 6. září 2006 20:45 UTC+2 |        | |                                                                             |
| San Marino               | 0 – 13 | Německo | Stadio Olimpico, Serravalle diváci: 5 019 rozhodčí: Selçuk Dereli (Turecko) |
|                          | Report | Podolski 12', 43', 64', 73' Schweinsteiger 29', 47' Klose 30', 45+1' Ballack 35' Hitzlsperger 66', 72' M. Friedrich 87' Schneider 90' (pen.) | Stadio Olimpico, Serravalle diváci: 5 019 rozhodčí: Selçuk Dereli (Turecko) |

| 7. října 2006 15:00 UTC+1 |        |                                                  |                                                                                   |
| Wales                     | 1 – 5  | Slovensko                                        | Millennium Stadium, Cardiff diváci: 28 493 rozhodčí: Dick van Egmond (Nizozemsko) |
| Bale 37'                  | Report | Švento 14' Mintál 32', 38' Karhan 51' Vittek 59' | Millennium Stadium, Cardiff diváci: 28 493 rozhodčí: Dick van Egmond (Nizozemsko) |

| 7. října 2006 17:15 UTC+2                                      |        |            |                                                                            |
| Česko                                                          | 7 – 0  | San Marino | Stadion u Nisy, Liberec diváci: 9 514 rozhodčí: Vusal Aliyev (Ázerbájdžán) |
| Kulič 15' Polák 22' Baroš 32', 68' Koller 42', 52' Jarolím 49' | Report |            | Stadion u Nisy, Liberec diváci: 9 514 rozhodčí: Vusal Aliyev (Ázerbájdžán) |

| 7. října 2006 17:00 UTC+3                                        |        |                      |                                                                                 |
| Kypr                                                             | 5 – 2  | Irsko                | Neo GSP Stadium, Nikósie diváci: 12 000 rozhodčí: Lucilio Batista (Portugalsko) |
| Konstantinou 10', 50' (pen.) Garpozis 16' Charalambides 60', 75' | Report | Ireland 8' Dunne 44' | Neo GSP Stadium, Nikósie diváci: 12 000 rozhodčí: Lucilio Batista (Portugalsko) |

| 11. října 2006 19:30 UTC+1 |        |            |                                                                          |
| Irsko                      | 1 – 1  | Česko      | Lansdowne Road, Dublin diváci: 35 500 rozhodčí: Bertrand Layec (Francie) |
| Kilbane 62'                | Report | Koller 64' | Lansdowne Road, Dublin diváci: 35 500 rozhodčí: Bertrand Layec (Francie) |

| 11. října 2006 20:45 UTC+2 |        |                                                  |                                                                        |
| Slovensko                  | 1 – 4  | Německo                                          | Tehelné Pole, Bratislava diváci: 21 582 rozhodčí: Terje Hauge (Norsko) |
| Varga 58'                  | Report | Podolski 13', 72' Ballack 25' Schweinsteiger 36' | Tehelné Pole, Bratislava diváci: 21 582 rozhodčí: Terje Hauge (Norsko) |

| 11. října 2006 20:00 UTC+1          |        |           |                                                                            |
| Wales                               | 3 – 1  | Kypr      | Millennium Stadium, Cardiff diváci: 20 456 rozhodčí: Jacek Granat (Polsko) |
| Koumas 33' Earnshaw 39' Bellamy 72' | Report | Okkas 83' | Millennium Stadium, Cardiff diváci: 20 456 rozhodčí: Jacek Granat (Polsko) |

| 15. listopadu 2006 21:00 UTC+2 |        |             |                                                                              |
| Kypr                           | 1 – 1  | Německo     | Neo GSP Stadium, Nikósie diváci: 15 000 rozhodčí: Peter Fröjdfeldt (Švédsko) |
| Okkas 43'                      | Report | Ballack 16' | Neo GSP Stadium, Nikósie diváci: 15 000 rozhodčí: Peter Fröjdfeldt (Švédsko) |

| 15. listopadu 2006 19:30 UTC+0               |        |            |                                                                                  |
| Irsko                                        | 5 – 0  | San Marino | Lansdowne Road, Dublin diváci: 34 018 rozhodčí: Lassin Isaksen (Faerské ostrovy) |
| Reid 7' Doyle 24' Keane 31', 58' (pen.), 85' | Report |            | Lansdowne Road, Dublin diváci: 34 018 rozhodčí: Lassin Isaksen (Faerské ostrovy) |

| 7. února 2007 20:45 UTC+1 |        |                           |                                                                              |
| San Marino                | 1 – 2  | Irsko                     | Stadio Olimpico, Serravalle diváci: 3 294 rozhodčí: Peter Rasmussen (Dánsko) |
| Manuel Marani 86'         | Report | Kilbane 49' Ireland 90+4' | Stadio Olimpico, Serravalle diváci: 3 294 rozhodčí: Peter Rasmussen (Dánsko) |

| 24. března 2007 15:00 UTC+0 |        |       |                                                                  |
| Irsko                       | 1 – 0  | Wales | Croke Park, Dublin diváci: 72 539 rozhodčí: Terje Hauge (Norsko) |
| Ireland 39'                 | Report |       | Croke Park, Dublin diváci: 72 539 rozhodčí: Terje Hauge (Norsko) |

| 24. března 2007 20:00 UTC+2 |        |                                   |                                                                           |
| Kypr                        | 1 – 3  | Slovensko                         | Neo GSP Stadium, Nikósie diváci: 2 696 rozhodčí: Gerald Lehner (Rakousko) |
| Aloneftis 45'               | Report | Vittek 54' Škrtel 67' Jakubko 77' | Neo GSP Stadium, Nikósie diváci: 2 696 rozhodčí: Gerald Lehner (Rakousko) |

| 24. března 2007 20:45 UTC+1 |        |                  |                                                                       |
| Česko                       | 1 – 2  | Německo          | Toyota Arena, Praha diváci: 17 821 rozhodčí: Roberto Rosetti (Itálie) |
| Baroš 77'                   | Report | Kurányi 42', 62' | Toyota Arena, Praha diváci: 17 821 rozhodčí: Roberto Rosetti (Itálie) |

| 28. března 2007 17:25 UTC+2 |        |      |                                                                         |
| Česko                       | 1 – 0  | Kypr | Stadion u Nisy, Liberec diváci: 9 310 rozhodčí: Ivan Bebek (Chorvatsko) |
| Kováč 22'                   | Report |      | Stadion u Nisy, Liberec diváci: 9 310 rozhodčí: Ivan Bebek (Chorvatsko) |

| 28. března 2007 19:45 UTC+1 |        |           |                                                                    |
| Irsko                       | 1 – 0  | Slovensko | Croke Park, Dublin diváci: 71 297 rozhodčí: Jurij Baskakov (Rusko) |
| Doyle 13'                   | Report |           | Croke Park, Dublin diváci: 71 297 rozhodčí: Jurij Baskakov (Rusko) |

| 28. března 2007 20:00 UTC+1         |        |            |                                                                                   |
| Wales                               | 3 – 0  | San Marino | Millennium Stadium, Cardiff diváci: 18 752 rozhodčí: Ararat Tshagharyan (Arménie) |
| Giggs 3' Bale 20' Koumas 63' (pen.) | Report |            | Millennium Stadium, Cardiff diváci: 18 752 rozhodčí: Ararat Tshagharyan (Arménie) |

| 2. června 2007 15:00 UTC+1 |        |       |                                                                             |
| Wales                      | 0 – 0  | Česko | Millennium Stadium, Cardiff diváci: 30 714 rozhodčí: Paul Allaerts (Belgie) |
|                            | Report |       | Millennium Stadium, Cardiff diváci: 30 714 rozhodčí: Paul Allaerts (Belgie) |

| 2. června 2007 19:00 UTC+2                                        |        |            |                                                                          |
| Německo                                                           | 6 – 0  | San Marino | Frankenstadion, Norimberk diváci: 43 967 rozhodčí: Jouni Hyytiä (Finsko) |
| Kurányi 45' Jansen 52' Frings 56' (pen.) Gómez 63', 65' Fritz 67' | Report |            | Frankenstadion, Norimberk diváci: 43 967 rozhodčí: Jouni Hyytiä (Finsko) |

| 6. června 2007 20:30 UTC+2        |        |                     |                                                                                |
| Německo                           | 2 – 1  | Slovensko           | AOL Arena, Hamburg diváci: 51 500 rozhodčí: Olegário Benquerença (Portugalsko) |
| Ďurica 10' (vl.) Hitzlsperger 43' | Report | Metzelder 20' (vl.) | AOL Arena, Hamburg diváci: 51 500 rozhodčí: Olegário Benquerença (Portugalsko) |

| 22. srpna 2007 21:00 UTC+2 |        |           |                                                                          |
| San Marino                 | 0 – 1  | Kypr      | Stadio Olimpico, Serravalle diváci: 552 rozhodčí: Albano Janku (Albánie) |
|                            | Report | Okkas 54' | Stadio Olimpico, Serravalle diváci: 552 rozhodčí: Albano Janku (Albánie) |

| 8. září 2007 20:15 UTC+2 |        |                                          |                                                                              |
| San Marino               | 0 – 3  | Česko                                    | Stadio Olimpico, Serravalle diváci: 3 412 rozhodčí: Dejan Filipović (Srbsko) |
|                          | Report | Rosický 33' Jankulovski 75' Koller 90+3' | Stadio Olimpico, Serravalle diváci: 3 412 rozhodčí: Dejan Filipović (Srbsko) |

| 8. září 2007 20:30 UTC+2 |        |                      |                                                                           |
| Slovensko                | 2 – 2  | Irsko                | Tehelné pole, Bratislava diváci: 12 360 rozhodčí: Stefano Farina (Itálie) |
| Klimpl 37' Čech 90+1'    | Report | Ireland 7' Doyle 57' | Tehelné pole, Bratislava diváci: 12 360 rozhodčí: Stefano Farina (Itálie) |

| 8. září 2007 19:30 UTC+1 |        |               |                                                                                         |
| Wales                    | 0 – 2  | Německo       | Millennium Stadium, Cardiff diváci: 25 000 rozhodčí: Manuel Mejuto González (Španělsko) |
|                          | Report | Klose 5', 60' | Millennium Stadium, Cardiff diváci: 25 000 rozhodčí: Manuel Mejuto González (Španělsko) |

| 12. září 2007 18:30 UTC+2 |        |                                                              |                                                                                       |
| Slovensko                 | 2 – 5  | Wales                                                        | Štadión Antona Malatinského, Trnava diváci: 5 486 rozhodčí: Laurent Duhamel (Francie) |
| Mintál 12', 57'           | Report | Eastwood 22' Bellamy 34', 41' Ďurica 78' (vl.) S. Davies 90' | Štadión Antona Malatinského, Trnava diváci: 5 486 rozhodčí: Laurent Duhamel (Francie) |

| 12. září 2007 20:00 UTC+3         |        |            |                                                                            |
| Kypr                              | 3 – 0  | San Marino | Neo GSP Stadium, Nikósie diváci: 600 rozhodčí: Alexey Kulbakov (Bělorusko) |
| Makridis 15' Aloneftis 41', 90+2' | Report |            | Neo GSP Stadium, Nikósie diváci: 600 rozhodčí: Alexey Kulbakov (Bělorusko) |

| 12. září 2007 20:30 UTC+2 |        |       |                                                                  |
| Česko                     | 1 – 0  | Irsko | AXA Arena, Praha diváci: 16 648 rozhodčí: Kyros Vassaras (Řecko) |
| Jankulovski 15'           | Report |       | AXA Arena, Praha diváci: 16 648 rozhodčí: Kyros Vassaras (Řecko) |

| 13. října 2007 15:00 UTC+2                                                     |        |            |                                                                                               |
| Slovensko                                                                      | 7 – 0  | San Marino | Štadión Dubnica nad Váhom, Dubnica nad Váhom diváci: 2 576 rozhodčí: Luc Wilmes (Lucembursko) |
| Hamšík 24' Šesták 32', 57' Sapara 37' Škrtel 51' Hološko 54' Ďurica 76' (pen.) | Report |            | Štadión Dubnica nad Váhom, Dubnica nad Váhom diváci: 2 576 rozhodčí: Luc Wilmes (Lucembursko) |

| 13. října 2007 19:15 UTC+3       |        |             |                                                                              |
| Kypr                             | 3 – 1  | Wales       | Neo GSP Stadium, Nikósie diváci: 8 500 rozhodčí: Carlo Bertolini (Švýcarsko) |
| Okkas 59', 68' Charalampidis 79' | Report | Collins 21' | Neo GSP Stadium, Nikósie diváci: 8 500 rozhodčí: Carlo Bertolini (Švýcarsko) |

| 13. října 2007 19:45 UTC+1 |        |         |                                                                      |
| Irsko                      | 0 – 0  | Německo | Croke Park, Dublin diváci: 67 495 rozhodčí: Martin Hansson (Švédsko) |
|                            | Report |         | Croke Park, Dublin diváci: 67 495 rozhodčí: Martin Hansson (Švédsko) |

| 17. října 2007 20:15 UTC+2 |        |                         |                                                                            |
| San Marino                 | 1 – 2  | Wales                   | Stadio Olimpico, Serravalle diváci: 1 182 rozhodčí: Anthony Zammit (Malta) |
| Selva 73'                  | Report | Earnshaw 13' Ledley 36' | Stadio Olimpico, Serravalle diváci: 1 182 rozhodčí: Anthony Zammit (Malta) |

| 17. října 2007 19:30 UTC+1 |        |               |                                                                    |
| Irsko                      | 1 – 1  | Kypr          | Croke Park, Dublin diváci: 54 000 rozhodčí: Mikko Vuorela (Finsko) |
| Finnan 90+2'               | Report | Okkarides 80' | Croke Park, Dublin diváci: 54 000 rozhodčí: Mikko Vuorela (Finsko) |

| 17. října 2007 20:45 UTC+2 |        |                                     |                                                                      |
| Německo                    | 0 – 3  | Česko                               | Allianz Arena, Mnichov diváci: 66 600 rozhodčí: Howard Webb (Anglie) |
|                            | Report | Sionko 2' Matějovský 23' Plašil 63' | Allianz Arena, Mnichov diváci: 66 600 rozhodčí: Howard Webb (Anglie) |

| 17. listopadu 2007 15:00 UTC+0 |        |                     |                                                                               |
| Wales                          | 2 – 2  | Irsko               | Millennium Stadium, Cardiff diváci: 24 619 rozhodčí: Oleh Oriekhov (Ukrajina) |
| Koumas 23', 89' (pen.)         | Report | Keane 31' Doyle 60' | Millennium Stadium, Cardiff diváci: 24 619 rozhodčí: Oleh Oriekhov (Ukrajina) |

| 17. listopadu 2007 20:00 UTC+1                   |        |      |                                                                      |
| Německo                                          | 4 – 0  | Kypr | AWD-Arena, Hanover diváci: 45 016 rozhodčí: Peter Rasmussen (Dánsko) |
| Fritz 2' Klose 20' Podolski 53' Hitzlsperger 82' | Report |      | AWD-Arena, Hanover diváci: 45 016 rozhodčí: Peter Rasmussen (Dánsko) |

| 17. listopadu 2007 20:30 UTC+1    |        |                  |                                                                |
| Česko                             | 3 – 1  | Slovensko        | AXA Arena, Praha diváci: 15 681 rozhodčí: Tony Asumaa (Finsko) |
| Grygera 13' Kulič 76' Rosický 83' | Report | Kadlec 79' (vl.) | AXA Arena, Praha diváci: 15 681 rozhodčí: Tony Asumaa (Finsko) |

| 21. listopadu 2007 18:30 UTC+2 |        |                      |                                                                             |
| Kypr                           | 0 – 2  | Česko                | Neo GSP Stadium, Nikósie diváci: 8 000 rozhodčí: Levan Paniashvili (Gruzie) |
|                                | Report | Pudil 11' Koller 74' | Neo GSP Stadium, Nikósie diváci: 8 000 rozhodčí: Levan Paniashvili (Gruzie) |

| 21. listopadu 2007 20:30 UTC+1 |        |       |                                                                                             |
| Německo                        | 0 – 0  | Wales | Commerzbank-Arena, Frankfurt nad Mohanem diváci: 49 252 rozhodčí: Cristian Balaj (Rumunsko) |
|                                | Report |       | Commerzbank-Arena, Frankfurt nad Mohanem diváci: 49 252 rozhodčí: Cristian Balaj (Rumunsko) |

| 21. listopadu 2007 20:30 UTC+1 |        |                                                   |                                                                              |
| San Marino                     | 0 – 5  | Slovensko                                         | Stadio Olimpico, Serravalle diváci: 500 rozhodčí: Andrejs Sipailo (Lotyšsko) |
|                                | Report | Michalík 42' Hološko 51' Hamšík 53' Čech 57', 83' | Stadio Olimpico, Serravalle diváci: 500 rozhodčí: Andrejs Sipailo (Lotyšsko) |